# Jag hatar dej, älskling
Jag hatar dej, älskling (engelska: Pillow Talk) är en amerikansk komedifilm från 1959 i regi av Michael Gordon. Detta är den första av tre filmer som Doris Day, Rock Hudson och Tony Randall spelade i tillsammans, de två andra är En pyjamas för två (1961) och Skicka inga blommor (1964).

## Rollista i urval
- Rock Hudson - Brad Allen
- Doris Day - Jan Morrow
- Tony Randall - Jonathan Forbes
- Thelma Ritter - Alma
- Nick Adams - Tony Walters
- Julia Meade - Marie
- Allen Jenkins - Harry
- Marcel Dalio - Mr. Pierot
- Lee Patrick - Mrs. Walters
- Mary McCarty - Syster Resnick
- Alex Gerry - Dr. Maxwell
- Hayden Rorke - Mr. Conrad
- Valerie Allen - Eileen
- Jacqueline Beer - Yvette
- Arlen Stuart - Tilda